# Franz Hartmann
Franz Hartmann (22 de noviembre de 1838 - 7 de agosto de 1912) fue un célebre escritor teosófico alemán estudioso de las doctrinas de Paracelso, Jakob Böhme y la Tradición Rosacruz.
Fue discípulo de Helena Blavatsky en la India y testigo de las acusaciones del matrimonio Coulomb. Posteriormente fundó la Sociedad Teosófica en Alemania en 1896.
Tradujo el Bhagavad Gita al alemán y escribió numerosos artículos en su revista Lotusblüten.
Recibió algunas cartas de los Mahatmas referentes a las tareas de la Teosofía en Europa Central.
Fundó la Orden Rosacruz Esotérica en 1888 e intentó establecer un monasterio teosófico en Kempten, tal como relata en su obra "Aventura en la mansión de los adeptos rosacruces".
Participó en varios grupos ocultistas como la Ordo Templi Orientis y el Rito de Memphis y Mizraím en la Masonería.
En sus últimos años de vida también estudió las doctrinas de Guido von List.

## Principales obras
- Magia blanca y magia negra (1886)
- Una aventura en la mansión de los adeptos rosacruces (1887)
- Los Elementales (1887)
- Símbolos secretos rosacruces (1888)
- Principios de geomancia astrológica (1889)
- En el pronaos del templo de la sabiduría (1890)
- Ciencia oculta en la medicina (1893)
- Entre los gnomos (1895)